# Moe, moche et méchant
Ne doit pas être confondu avec Moi, moche et méchant.
Moe, moche et méchant (France) ou Le jugement de saloMoe (Québec) (Judge Me Tender) est le 23e et dernier épisode de la saison 21 de la série télévisée Les Simpson.

## Synopsis
Un concours du chien le plus laid s'installe à Springfield et Krusty le clown est le juge. Alors que ses remarques ne font réagir personne, Moe lance une réplique qui fait particulièrement rire la foule et l'amène à remplacer le clown. Sa manière de juger est tellement appréciée du public, qu'il devient le juge de plusieurs autres défis. Il se fait remarquer et s'envole pour la Californie afin de participer en tant que juge à la célèbre émission American Idol (La Nouvelle Star) à Los Angeles.
Homer, qui se sent seul à cause de la fermeture temporaire de la taverne, essaie de passer plus de temps avec Marge, ce qui finit par énerver cette dernière. Comme aucun autre bar ne convient à Homer, Marge suit les conseils d'Abraham Simpson et décide d'envoyer son mari s'initier au golf.
Pendant ce temps, après plusieurs émissions, Moe est renvoyé pour avoir tenté d'agresser Simon Cowell en direct après que celui-ci l'ait humilié devant des millions de téléspectateurs. Désormais interdit de séjourner en Californie, Moe retourne à Springfield. Sa taverne devient célèbre puisque Rupert Murdoch vient y prendre un verre.